# Linthelles
Linthelles település Franciaországban, Marne megyében. Lakosainak száma 105 fő (2022. január 1.). Linthelles Saint-Loup, Gaye, Linthes, Péas, Pleurs és Saint-Remy-sous-Broyes községekkel határos.

## Népesség
A település népességének változása:
| Lakosok száma | 138  | 120  | 117  | 119  | 108  | 109  | 108  | 105  | 106  | 105  |
|               | 1968 | 1982 | 1990 | 2006 | 2013 | 2015 | 2017 | 2019 | 2020 | 2022 |